# Walch (Gras)
Walch (Aegilops) ist der Name einer Gattung aus der Familie der Süßgräser (Poaceae).

## Beschreibung
Die Pflanzen sind einjährig. Die Blätter sind flach. Der Blütenstand ist eine Ähre. Die Ährchen sitzen einzeln an der Hauptachse und sind alle zwittrig, nur die oberen können steril sein und die unteren verkümmert. Die Ährchen besitzen 2–8 Blüten. Die Hüllspelzen sind untereinander gleich, gestutzt und ledrig, oft mit zwei oder mehr Zähnen oder Grannen, auf dem Rücken abgerundet. Die Deckspelze ist unten dünn, nach oben zu ledrig und mit deutlichen Nerven gegen die gezähnte oder mit Grannen versehene Spitze. Die Vorspelze ist zweinervig.

## Verbreitung
Die Verbreitung der Arten reicht von Makaronesien und dem Mittelmeergebiet bis zum Himalaja und vom östlichen Mitteleuropa bis ins östlich-zentrale China.

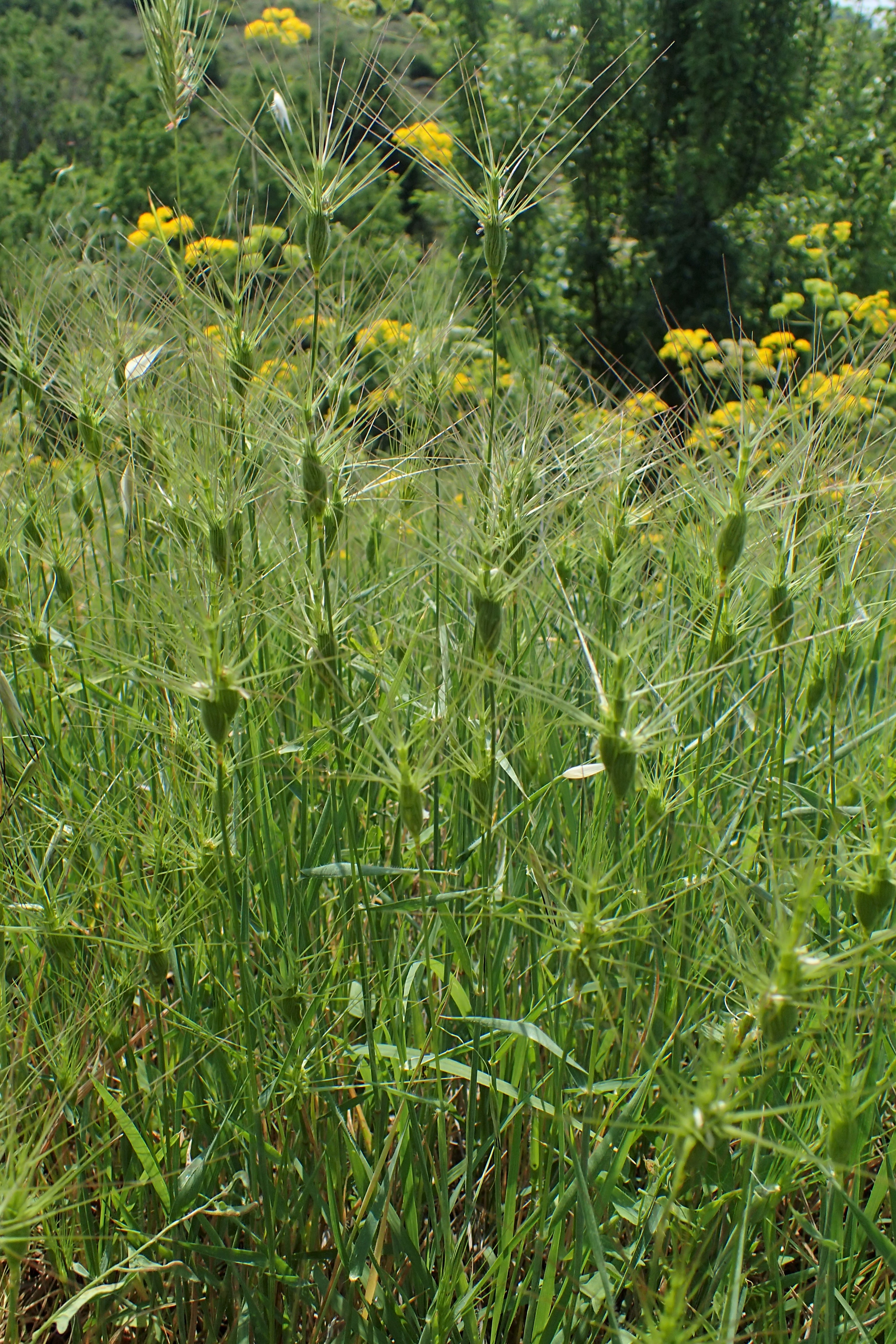
Aegilops biuncialis

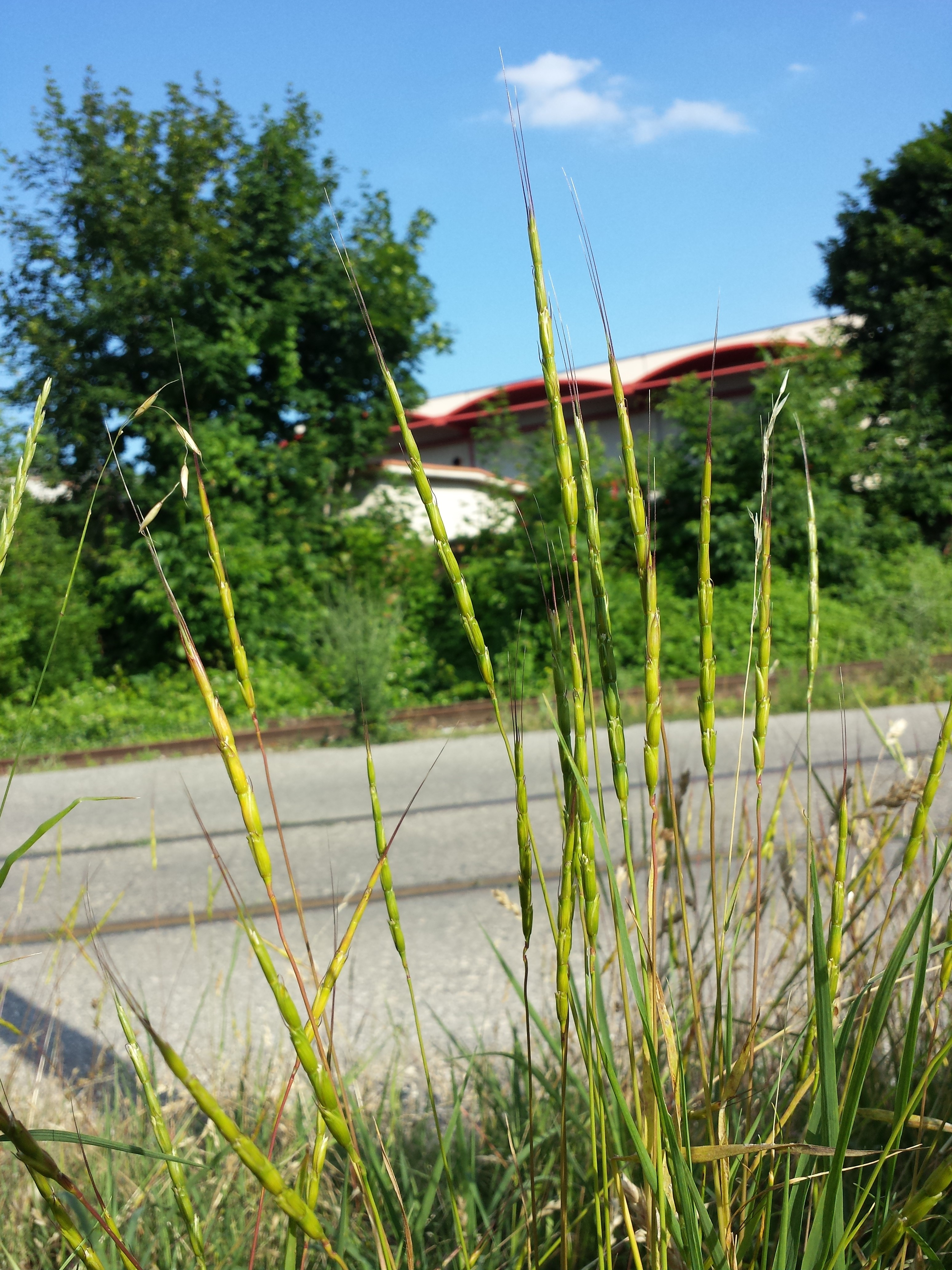
Aegilops cylindrica

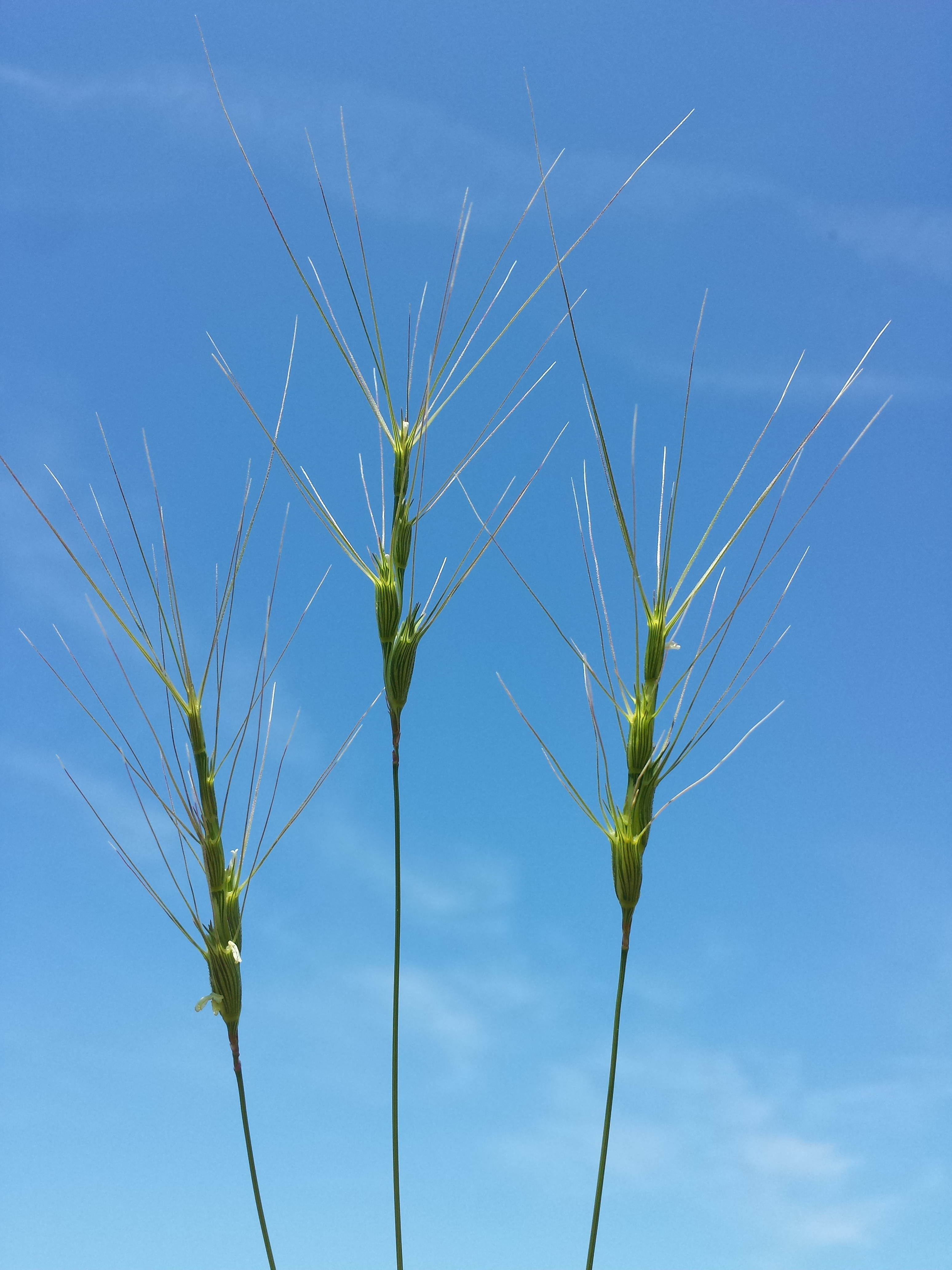
Aegilops triuncialis

## Taxonomie und Systematik
Die Gattung Aegilops L. hat beispielsweise die Synonyme: Perlaria  Heist. ex Fabr., Amblyopyrum Eig, Chennapyrum Á.Löve, Orrhopygium Á.Löve und Sitopsis (Jaub. & Spach) Á.Löve.
Die Gattung Aegilops umfasst, wenn man sie von der Gattung Triticum getrennt hält, etwa 23 Arten. Nach WCSP sind es:
- Aegilops bicornis (Forssk.) Jaub. & Spach: Östliches Mittelmeergebiet bis zur Arabischen Halbinsel.[2]
- Aegilops biuncialis Vis. (Syn.: Aegilops lorentii Hochst.): Makaronesien, Mittelmeergebiet bis zum Iran.[2]
- Aegilops caudata L.: Südosteuropa bis Afghanistan.[2]
- Aegilops columnaris Zhuk.:Türkei bis Syrien und nordwestlicher Iran.[2]
- Aegilops comosa Sm.: Griechenland bis westliche Türkei. Mit zwei Unterarten.[2]
- Aegilops crassa Boiss. ex Hohen.: Südöstliche Türkei bis Zentralasien und Jordanien. Mit zwei Varietäten.[2]
- Aegilops cylindrica Host: Östliches Mitteleuropa bis Zentralasien und Pakistan.[2]
- Aegilops geniculata Roth: Kanarische Inseln, Mittelmeergebiet bis Afghanistan.[2]
- Aegilops × insulae-cypri H.Scholz = Aegilops geniculata × Aegilops peregrina: Zypern.[2]
- Aegilops juvenalis (Thell.) Eig:Südöstliche Türkei bis Zentralasien.[2]
- Aegilops kotschyi Boiss.:Tunesien bis Afghanistan.[2]
- Aegilops longissima Schweinf. & Muschl.: Syrien bis Ägypten.[2]
- Aegilops mutica Boiss.: Türkei bis Transkaukasien.[2]
- Vernachlässigter Walch[3] (Aegilops neglecta Req. ex Bertol.): Kanarische Inseln, Mittelmeergebiet bis Afghanistan.[2]
- Aegilops peregrina (Hack.) Maire & Weiller: Südliches und Östliches Mittelmeergebiet bis zum Iran.[2]
- Aegilops searsii Feldman & Kislev: Syrien bis Jordanien.[2]
- Aegilops sharonensis Eig: Israel.[2]
- Aegilops speltoides Tausch: Südöstliche Balkanhalbinsel bis zum Iran. Mit zwei Unterarten.[2]
- Aegilops tauschii Coss.: Krim bis östliche Türkei und China (Shaanxi, Henan).  Mit zwei Unterarten.[2]
- Dreizölliger Walch[3] (Aegilops triuncialis L.): Mittelmeergebiet bis Zentralasien und Pakistan.[2]
- Aegilops umbellulata Zhuk.: Östliches Kreta, Türkei bis Iran.[2]
- Aegilops uniaristata Vis.: Italien bis nordwestliche Türkei.[2]
- Aegilops vavilovii (Zhuk.) Chennav.: Südöstliche Türkei bis zur Arabischen Halbinsel.[2]
- Bauchiger Walch[3] (Aegilops ventricosa Tausch): Mittelmeergebiet bis Transkaukasien.[2]